# لا عظام
لا عظام هي رواية للمؤلفة الأيرلندية آنا بورنس، نشرت عام 2001، تدور أحداثها في مجتمع صغير في أيرلندا الشمالية، وتروي قصة فتاة صغيرة نشأت خلال الاضطرابات السياسية العرقية. تلقى الكتاب مراجعات إيجابية من النقاد. وفازت الرواية بجائزة وينيفريد هولتبي التذكارية [الإنجليزية] عام 2001، وأدرجت في القائمة المختصرة لجائزة المرأة للرواية لعام 2002.

## ملخص
تدور أحداث القصة في أردوين [الإنجليزية]، حول أميليا، وهي فتاة صغيرة نشأت خلال النزاع السياسي العرقي الذي نشب في إيرلندا الشمالية.